# Quinn Cummings

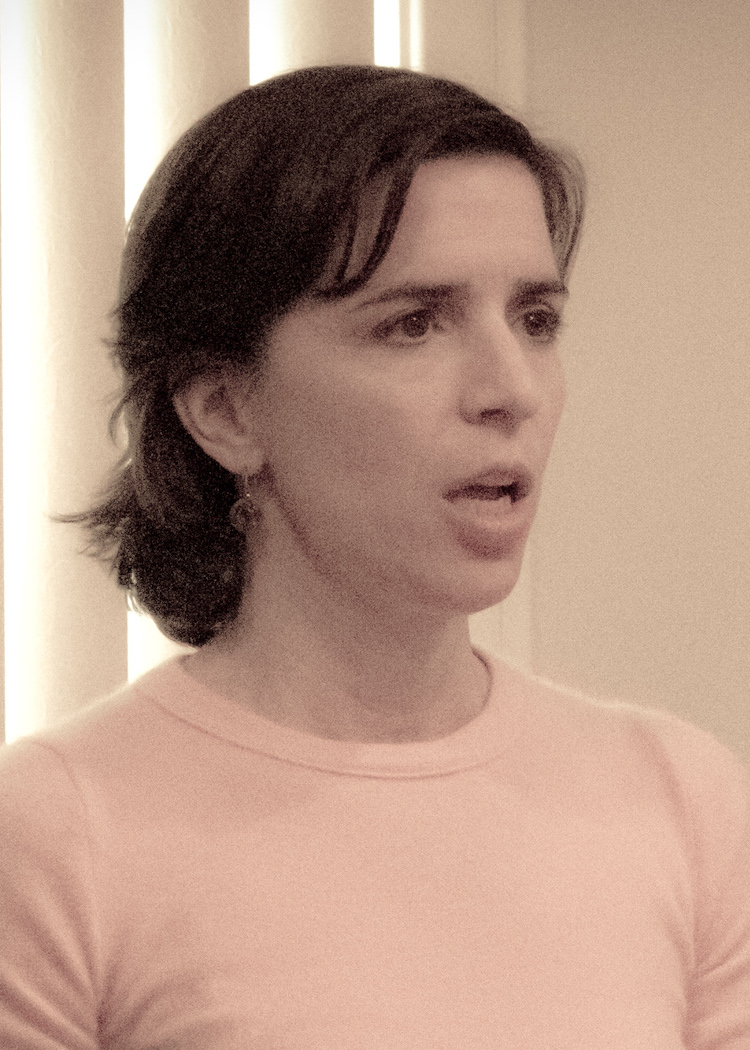
Quinn Cummings (2011)

Quinn Cummings (* 13. August 1967 in Los Angeles, Kalifornien) ist eine US-amerikanische Filmschauspielerin und Unternehmerin.

## Leben
Quinn Cummings wurde bereits im Alter von acht Jahren von Kameramann James Wong Howe entdeckt und stand somit 1975 in der kurzlebigen Sitcom Big Eddie erstmals vor der Kamera. Ihr Vater Sumner Cummings, der Präsident eines Unternehmens war, das sich auf die Produktion von Krawatten spezialisiert hatte, starb 1977, als sie erst zehn Jahre alt war, im Alter von 57 Jahren an einem Herzinfarkt. Ihre Mutter ist die Filmproduzentin Jan Cummings.
1977 stand Cummings für ihren wohl bekanntesten Film, Der Untermieter (The Goodbye Girl) vor der Kamera und wurde 1978 – gerade elf Jahre alt – als bis dahin fünftjüngster Mime für den Oscar, in der Kategorie Beste Nebendarstellerin nominiert. Jünger als sie waren lediglich Justin Henry (Kramer gegen Kramer), Jackie Cooper (Skippy), Tatum O’Neal (Paper Moon), die den Academy Award auch tatsächlich gewann, und Mary Badham (Wer die Nachtigall stört). Auch wurde Quinn Cummings mit einer Golden-Globe-Award-Nominierung für denselben Spielfilm bedacht.
Trotz des frühen Erfolgs blieb ihre spätere Karriere auf Rollen in Fernsehserien beschränkt, darunter 1978 in Starsky & Hutch und 1984 in einer Episode von Remington Steele. Von 1978 bis 1980 spielte sie in 36 Folgen der Serie Eine amerikanische Familie. 1989 stand sie für das Filmdrama Listen to Me in einer kleinen Nebenrolle offiziell zum letzten Mal vor der Kamera, wenngleich sie 1991 in Blossom noch einen Cameo-Auftritt hatte.
Als Jugendliche besuchte Cummings die University of California, Los Angeles, und arbeitete in den 1990er Jahren als Casting-Agentin für Nachwuchs-Drehbuchautoren.
Im Juni 2000 wurde Quinn Cummings Mutter einer Tochter, Anneke DiPietro. Sie lebt mit ihr und dem Kindesvater, ihrem Lebensgefährten Donald DiPietro (* 1952), in Los Feliz, einem Stadtteil von Los Angeles. Die frühe Phase im Leben ihrer Tochter war der Grund, weshalb Cummings die HipHugger Company gründete, ein Unternehmen, das Tragegelegenheiten für Säuglinge und Kleinkinder produziert. Heute ist sie Präsidentin des Unternehmens.

## Filmografie
- 1975: Big Eddie (Fernsehserie, 10 Folgen)
- 1976: Jeremiah of Jacob’s Neck (Fernsehfilm)
- 1976: Der Sechs-Millionen-Dollar-Mann (The Six Million Dollar Man, Fernsehserie, eine Folge)
- 1977: Night Terror (Fernsehfilm)
- 1977: Visions (Fernsehserie, eine Folge)
- 1977: Intimate Strangers (Fernsehfilm)
- 1977: Der Untermieter (The Goodbye Girl)
- 1978: Starsky & Hutch (Fernsehserie, eine Folge)
- 1978: Baretta (Fernsehserie, eine Folge)
- 1978–1980: Eine amerikanische Familie (Family, Fernsehserie, 36 Folgen)
- 1980: CBS Library (Fernsehserie, eine Folge)
- 1980: The Babysitter (Fernsehfilm)
- 1981: Darkroom (Fernsehserie, eine Folge)
- 1983: Grandpa, Will You Run with Me? (Fernsehfilm)
- 1984: Remington Steele (Fernsehserie, eine Folge)
- 1985: Hail to the Chief (Fernsehserie, 7 Folgen)
- 1986: Love Boat (The Love Boat, Fernsehserie, eine Folge)
- 1989: Die große Herausforderung (Listen to Me)
- 1991: Blossom (Fernsehserie, eine Folge)